# Hegesipo de Tarento
Hegesipo de Tarento (Tarento, ... – ...)  fue un escritor griego antiguo.
Vivió probablemente en la segunda mitad del siglo V a. C. Fue autor de un Manual de cocina, citado por Ateneo. No está claro si Ateneo, citando un escrito suyo de repostería, se refiere a ese mismo manual o a una obra específica.